# Cova de les Rates Penades
La cova de les Rates Penades, en valenciano, o cueva de los murciélagos es una cavidad y yacimiento arqueológico situada en el municipio de Rótova (Comunidad Valenciana).

## Yacimiento arqueológico
La cavidad estuvo habitada desde el neolítico entre los años 16.000 y el 9.000 a. C. En 1950 se descubrieron unos grabados fusiformes datados en torno al 10.000 a. C.

## Reserva natural de la fauna
Esta cueva constituye el primer refugio en importancia para la conservación de murciélagos de diferentes especies  en la Comunidad Valenciana y está catalogada refugio de verano e invierno en virtud del Decreto 82/2006, de 9 de junio, del Consell de la Generalitat Valenciana. Además está adscrita a la microreserva Cova de les Rates Penades, declarada por la presencia de diversas especies endémicas y de interés y a la red de Zonas de Especial Protección para las Aves (ZEPA) Mondúver - Marjal de la Safor recogida en la ZEPA de la Comunidad Valenciana.
La cavidad y su entorno más inmediato están protegidos como reserva natural de la fauna por iniciativa del Centro excursionista de Rótova. La superficie de la reserva es de unas 4,5 hectáreas y es propiedad del Centro excursionista que compró la zona y la cueva para protegerla.

## Presencia de diversas especies de murciélagos
Entre las especies de murciélagos que alberga la cueva, que suman entre 5.000 y 8.000 ejemplares al año, destacan el murciélago grande de herradura; el de herradura mediterráneo; el ratonero mediano; el murciélago de cueva; el de herradura medio y el murciélago de pies grandes, estos dos últimos en fase de recesión importante, por lo que su presencia hace que la cueva se encuentre entre las más importantes de Europa para este tipo de hábitats.